# 林海峰
林 海峰（りん かいほう、リン·ハイフォン 、1942年〈民国31年〉5月6日 - ）は、中華民国（台湾）の囲碁棋士。名誉天元。上海出身、日本棋院東京本院所属、藤田梧郎七段、呉清源九段門下。中華職業圍棋協会理事。海峯棋院設立者。元・全日本学生囲碁連盟副会長、特別顧問。
名人8期、本因坊5期、世界囲碁選手権富士通杯優勝など獲得タイトルは35で、囲碁棋士の獲得タイトル数ランキング歴代9位。史上2人目の1400勝達成。
名人戦挑戦手合に10年連続出場。名人戦リーグに最長記録となる35期連続在籍。
若い頃には地に辛く粘りのある棋風で「二枚腰」と呼ばれたが、壮年以後は戦闘的な棋風となった。同世代のライバルである大竹英雄とともに「竹林」とも称される。林海峯の表記も多く使われている。
2017年秋・旭日中綬章受章。
現在、存命の名誉称号資格者・三大タイトル獲得経験者・碁聖位獲得者・十段位獲得者では大竹英雄名誉碁聖と並び最年長である。

## 経歴

### 生い立ち

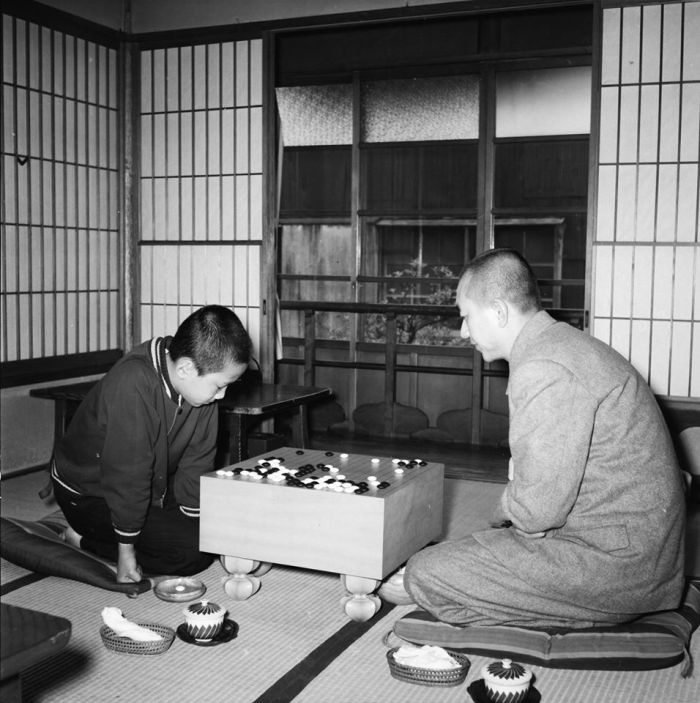
呉清源（右）と。

東京帝国大学に留学経験のある中華民国の外交官林國珪の9人兄弟の末っ子として、1942年に上海に生まれた。国民政府の官吏の家だった林家は、1946年に国共内戦で蔣介石の率いる中国国民党政権が敗れたときに台湾に移った。彼の父は無類の碁好きで、兄、姉と、全員が碁を打つ家族だった。家には毎日のように碁を打ちに来るお客さんがいて、林は父が友人達と碁を打つのを見て自然に囲碁を覚えた。プロ棋士としては遅めの8歳前だったが、めきめきと上達し台湾の少年囲碁大会で優勝して、天才少年として注目された。
1952年10歳の時に、台湾を訪れていた呉清源に六子で指導碁を打ってもらう機会に恵まれ、結果は一目負けとなったが、呉に才能を認められ来日した。

### 棋歴
来日して京都の父親の知人宅に住み、藤田梧郎門下となる。半年で東京に移り、1953年東京本院院生。一年後に再度、京都に戻り、1954年関西総本部院生となり藤田梧郎門で学ぶ。1955年12歳で入段（関西総本部の入段リーグ戦で二位となる。その当時の関西総本部は、毎年一位のみ入段だったが、特別に三位まで入段が認められた）。
1961年3月～4月、林六段と大竹英雄四段とで、朝日新聞により「新鋭三番碁」が企画され、大竹先番で大竹の二勝・一ジゴとなった。このころから「竹林コンビ」と呼ばれるようになる。工藤紀夫を含めた３名で「三羽烏」とよばれたこともある。
六段時の同1961年に東京本院に移る。1962年に木谷一門百段突破記念大会で趙治勲（当時6歳、のちに最多タイトルを獲得し、林の最多勝利を更新することとなる）に五子のハンデを与え敗れる。
1963年に初の名人リーグ入り。同年囲碁選手権戦準優勝と高松宮賞獲得。1965年に坂田栄男名人本因坊を4-2で破り、23歳の史上最年少（当時）で名人位を獲得。名人戦では高川格、藤沢秀行、石田芳夫らと死闘を繰り広げた。1967年九段。1968年には坂田栄男本因坊を破り、選手権史上2人目の名人本因坊になるなど、早くから才能を発揮して活躍した。
1973年には石田芳夫挑戦者との名人戦で、七番勝負初の3連敗後の4連勝を記録。1983年の本因坊戦でも趙治勲本因坊を相手に再度の3連敗4連勝で12年振りの本因坊復位を果たし、驚異の粘り腰を発揮した。
1977年には歴代2位記録の公式戦24連勝とともに、大竹英雄を破り名人に復位。富士通杯では1988年、89年に連続準優勝の後、90年に決勝で聶衛平を破り優勝。1989年より5期連続して天元位を獲得して、名誉天元を名乗る。1994年碁聖位獲得。棋聖位への挑戦は3回。2001年の名人戦で59歳で挑戦者となり、坂田栄男と並ぶ最年長記録となった。
2015年8月6日、通算1400勝達成（889敗1持碁2無勝負）。二十五世本因坊治勲に次ぐ史上2人目の記録。
2017年11月3日、日本の囲碁界発展、日本における台湾出身棋士の草分け的な存在で張栩九段ら有望な後進を台湾から呼び寄せ育てるなど日本・台湾間の友好 親善に寄与したことから旭日中綬章を受章。師匠・呉清源と同じ勲章を受章した。
2002年、中国囲棋甲級リーグ戦で李昌鎬ら韓国人棋士を加えた他チームに対抗して日本の棋士を加えたいとする貴州衛視チーム主将の聶衛平の強い要望を受け、リーグ初の日本からの参加者として貴州衛視チームで出場した。CSK杯囲碁アジア対抗戦では、2002年から05年まで中華台北チームとして出場。名人リーグに35年連続を含む39期在籍の実績があり、これは囲碁界において今後も破られそうにない記録のひとつとされる。通算成績は2010年に趙治勲に破られるまで通算最多勝記録保持者だった。
門下に、台湾から招いて内弟子にした張栩九段、林子淵七段、林漢傑七段、富紅梅初段ら。一男二女の父親でもあり、長女はNHK教育TV囲碁講座や囲碁・将棋ジャーナル等の司会を務めた林芳美、次女は同じくNHK囲碁講座の司会などを務めた林浩美。

## エピソード
- 林海峰が日本にきて2ヶ月たったころ、京都大学のキャプテンと碁を打っていたのをたまたま見た高川格が「えらいもんが来たな！」と藤田に話したという[9]。
- 酒は苦手で飲まない[10]。

## 記録
- 史上初の名誉天元獲得（5連覇）
- 史上2人目の1000勝達成
- 史上2人目の1100勝達成
- 史上2人目の1200勝達成
- 史上初の1300勝達成
- 史上2人目の1400勝達成

## 主な成績

### 主なタイトル
他の棋士との比較は、囲碁のタイトル在位者一覧 を参照。
| タイトル                  | 番勝負           | 獲得年度                    | 登場 | 獲得期数            | 連覇              | 名誉称号 |
| 棋聖                      | 七番勝負 1-3月   |                             | 3    |                     |                   |          |
| 名人                      | 七番勝負 9-11月  | 1965-67, 1969 1971-73, 77年 | 16   | 8期 （歴代2位タイ） | 3連覇             |          |
| 本因坊                    | 七番勝負 5-7月   | 1968-70, 1983-84年          | 11   | 5期                 | 3連覇             |          |
| 王座                      | 五番勝負 10-12月 | 1973年                      | 4    | 1期                 |                   |          |
| 天元                      | 五番勝負 10-12月 | 1989-93年                   | 7    | 5期 （歴代2位）     | 5連覇 （歴代1位） | 名誉天元 |
| 碁聖                      | 五番勝負 6-8月   | 1994年                      | 3    | 1期                 |                   |          |
| 十段                      | 五番勝負 3-4月   | 1975年                      | 4    | 1期                 |                   |          |
| 獲得合計21期＝歴代6位タイ |                  |                             |      |                     |                   |          |

| 囲碁七大タイトル獲得記録 | 囲碁七大タイトル獲得記録 | 囲碁七大タイトル獲得記録      |
| 順位                     | 獲得回数                 | 棋士名                        |
| ------------------------ | ------------------------ | ----------------------------- |
| 1位                      | 62期                     | 二十六世本因坊文裕*           |
| 2位                      | 42期                     | 趙治勲名誉二冠*               |
| 3位                      | 35期                     | 小林光一名誉三冠*             |
| 4位                      | 31期                     | 加藤正夫名誉王座              |
| 5位                      | 24期                     | 張栩九段*                     |
| 6位                      | 21期                     | 二十三世本因坊栄寿            |
| 6位タイ                  | 21期                     | 林海峰名誉天元*               |
| 8位                      | 17期                     | 大竹英雄名誉碁聖              |
| 9位                      | 14期                     | 藤沢秀行名誉棋聖              |
| 9位タイ                  | 14期                     | 山下敬吾九段*                 |
| 表示                     |                          | *は現役棋士 2024年12月6日時点 |

| タイトル獲得数ランキング | タイトル獲得数ランキング | タイトル獲得数ランキング     |
| 順位                     | 獲得回数                 | 棋士名                       |
| ------------------------ | ------------------------ | ---------------------------- |
| 1位                      | 77期                     | 二十六世本因坊文裕*          |
| 2位                      | 76期                     | 趙治勲名誉二冠*              |
| 3位                      | 64期                     | 二十三世本因坊栄寿           |
| 4位                      | 60期                     | 小林光一名誉三冠*            |
| 5位                      | 48期                     | 大竹英雄名誉碁聖             |
| 6位                      | 47期                     | 加藤正夫名誉王座             |
| 7位                      | 41期                     | 張栩九段*                    |
| 8位                      | 36期                     | 依田紀基九段*                |
| 9位                      | 35期                     | 林海峰名誉天元*              |
| 10位                     | 30期                     | 一力遼九段*                  |
| 表示                     |                          | *は現役棋士 2025年7月3日時点 |

- 世界囲碁選手権富士通杯 1990年（1期）
- プロ十傑戦 1966, 73, 74年（3期）
- NHK杯テレビ囲碁トーナメント 1970, 74, 78年（3期）
- 早碁選手権戦 1976、85、87年（3期）
- 鶴聖戦 1979、92、98年（3期）
- NECカップ囲碁トーナメント戦 1990年（1期）

### 他の棋歴
国際棋戦
- 世界囲碁選手権富士通杯 準優勝 1988、89年
- 東洋証券杯世界選手権戦 準優勝 1992年
- 日中天元戦
  - 1990年 2-1 劉小光
  - 1991年 2-1 聶衛平
  - 1992年 0-2 聶衛平
  - 1993年 0-2 劉小光
  - 1994年 0-2 馬暁春
- SBS杯世界囲碁最強戦
  - 1991年 2-1（○李昌鎬、○馬暁春、×徐奉洙）
- 真露杯SBS世界囲碁最強戦
  - 1993年 2-1（○李昌鎬、○劉小光、×徐奉洙）
  - 1995年 0-1（×曺薫鉉）
- 日中スーパー囲碁
  - 1995年 0-1（×常昊）
- CSK杯囲碁アジア対抗戦
  - 2002年 1-1（○馬暁春、×曺薫鉉）
  - 2003年 0-3（×加藤正夫、×丁偉、×曺薫鉉）
  - 2004年 1-2（×崔哲瀚、×丁偉、○羽根直樹）
  - 2005年 1-2（×李昌鎬、○孔傑、×結城聡）
- 中国囲棋甲級リーグ戦
  - 2002年（貴州衛視）

国内棋戦
- 囲碁選手権戦 準優勝 1963、67年
- 棋聖戦 挑戦者 1980、82、84年
  - 全段争覇戦優勝 1977年
  - 九段戦優勝 1977、79、83、89年
- 名人戦 挑戦者 1987、91、94、2001年
- 本因坊戦 挑戦者 1967、72、73、79年
- 王座戦 挑戦者 1986年
- 十段戦 挑戦者 1988年
- 碁聖戦 挑戦者 1993年
- 天元戦 挑戦者 1996年
- NHK杯テレビ囲碁トーナメント 準優勝 1987年
- NECカップ囲碁トーナメント戦 準優勝 1987、96年
- 早碁選手権戦 準優勝 1990、95年
- 大手合第一部優勝 1962、66年

### その他
- 棋道賞最優秀棋士賞 3回(歴代5位）
- 大倉喜七郎賞 2012年（大竹英雄とともに）
- 紫綬褒章 2005年
- 旭日中綬章 2017年
- 秀哉賞 1965、66、69、73、83年
- 1987年の名人戦で加藤正夫名人との七番勝負第3局で、2手打ちの反則負けを記録している。これは対局2日目に持ち時間残り1分となって秒読みの中、夕食休憩前に白番林が着手していたにもかかわらず、休憩直後にもまた着手してしまったことによる。
- 2024年には日本棋院の第21回囲碁殿堂入り（大竹英雄とともに）。

## 海峰棋院
1997年（民国86年）に台湾で海峰囲棋基金会を創設し、アマチュアの大会の主催など囲碁の普及や、棋士の育成にも力を注ぐ。2008年に海峰棋院に改名し、プロ棋士の棋戦棋王戦を台湾棋院などとともに創設、及び日本と台湾の若手棋士による日台精鋭プロ選手権（中日精鋭職業圍棋賽）を創設した。

## 著名局
「3連敗4連勝」第12期名人戦挑戦手合第4局 1973年9月25-26日 林海峰-石田芳夫(先番)
この名人戦で挑戦者石田芳夫に3連敗し、前年とこの年の本因坊戦も含めると石田に9連敗中だった林だが、白2（62手目）の強手が成立し、上辺黒を大きく取り込んで優勢となった。その後黒が逆転するが、白が再逆転し、盤面で5目、白番ジゴ勝ちで1勝を返した。この後さらに林は3連勝して、七番勝負史上初の3連敗4連勝の記録で名人位を防衛した。

## 著作
打碁集
- 『名人戦一手一手の研究（実力囲碁新書）』東京創元社　1969年
- 『激闘の七番勝負 林・石田 第十二期名人戦』日本棋院　1974年
- 『林海峯打碁集　わが名人戦での戦い』（全3巻）大泉書店 1974年
- 『林海峰』（現代花形棋士名局選5）日本棋院 1975年
- 『林海峯（上）（下）』（現代囲碁大系33,34）講談社 1980年
- 『林海峯 名局細解 すごく見やすい』（全12巻）誠文堂新光社 1983-85年
- 『林海峯 現代囲碁名勝負シリーズ10 』講談社 1988年
- 『林海峰 打碁鑑賞シリーズ〈4〉 (囲碁文庫) 』日本棋院 2004年
- 『林海峰 名局細解』誠文堂新光社 2004年

その他
- 『林海峯の囲碁読本-最新型定石と置碁実戦』棋苑図書 1966年
- 『林海峯囲碁講座』（全6巻）平凡社 1969年
- 『基本布石事典（上）（下）』日本棋院 1978年
- 『コウの魔力』日本棋院 1989年
- 『秀甫』（日本囲碁大系16）筑摩書房 1976年
- 『闘将 林海峰』誠文堂新光社 2004年
- 『簡明定石だけで勝つ方法』毎日コミュニケーションズ 2008年

他多数

## 年表
| - タイトル戦の欄の氏名は対戦相手。うち、色付きのマス目は獲得（奪取または防衛）。。色付きは名誉称号獲得。青色は挑戦者または失冠。黄色はリーグ成績。 - 棋道賞は、最 : 最優秀棋士賞、 優 : 優秀棋士賞、 特別 : 特別賞、 率 : 勝率一位賞、 勝 : 最多勝利賞、 対 : 最多対局賞、 連 : 連勝賞、 国際 : 国際賞、 新人 : 新人賞、 哉 : 秀哉賞 - 賞金&対局料は、度区切りではなく1月 - 12月の集計。単位は万円。色付きのは全棋士中1位。 |

|              | 棋聖             | 十段           | 本因坊           | 碁聖          | 名人            | 王座           | 天元                | 其他棋戦     | 棋道賞          | 備考                   |
| ------------ | ---------------- | -------------- | ---------------- | ------------- | --------------- | -------------- | ------------------- | ------------ | --------------- | ---------------------- |
| 棋聖戦 1-3月 | 十段戦 3-4月     | 本因坊戦 5-7月 | 碁聖戦 6-8月     | 名人戦 9-11月 | 王座戦 10-12月  | 天元戦 10-12月 |                     |              | プロ入りは 1955 |                        |
| 1964         |                  |                |                  |               | 5位             |                |                     |              |                 |                        |
| 1965         |                  |                |                  |               | 坂田栄男 xoooxo |                |                     |              | 哉              |                        |
| 1966         |                  |                |                  |               | 坂田栄男 ooxoo  | 坂田栄男oxx    |                     | プロ十傑     | 哉              |                        |
| 1967         |                  |                | 坂田栄男 xxxox   |               | 坂田栄男 oooxo  |                |                     |              | 勝              |                        |
| 1968         |                  |                | 坂田栄男 xooxoxo |               | 高川格 xoxxx    |                |                     |              |                 | 史上2人目の名人本因坊  |
| 1969         |                  |                | 加藤正夫oxooxo   |               | 高川格 oxxooo   |                |                     |              | 最 哉           |                        |
| 1970         |                  |                | 坂田栄男oooo     |               | 藤沢秀行 2-4    |                |                     | NHK          |                 |                        |
| 1971         |                  |                | 石田芳夫 2-4     |               | 藤沢秀行 4-2    |                |                     |              |                 |                        |
| 1972         |                  |                | 石田芳夫 3-4     |               | 藤沢秀行 4-2    |                |                     |              |                 |                        |
| 1973         |                  |                | 石田芳夫xxxx     |               | 石田芳夫 4-3    | 坂田栄男 2-1   |                     | プロ十傑     | 最 哉           |                        |
| 1974         |                  |                |                  |               | 石田芳夫 3-4    | 石田芳夫 1-2   |                     | NHK プロ十傑 |                 |                        |
| 1975         |                  | 橋本昌二 3-0   |                  |               | 5位             |                | 棋戦創設            |              |                 |                        |
| 1976         |                  | 加藤正夫 2-3   |                  | 棋戦創設      | 2位             |                |                     | 早碁         |                 |                        |
| 1977         | 棋戦創設         |                |                  |               | 大竹英雄 oooo   |                |                     |              | 勝 率 連        |                        |
| 1978         |                  | 加藤正夫 1-3   |                  |               | 大竹英雄 oxxxox |                |                     | NHK          |                 |                        |
| 1979         |                  |                | 加藤正夫 1-4     |               | 4位             |                |                     | 鶴聖         | 勝              |                        |
| 1980         | 藤沢秀行 xxoxx   |                |                  |               | 4位             |                |                     |              |                 |                        |
| 1981         |                  |                |                  |               | 3位             |                |                     |              |                 |                        |
| 1982         | 藤沢秀行 oxxooxx |                |                  |               | 2位             |                |                     |              |                 |                        |
| 1983         |                  |                | 趙治勲 xxxoooo   |               | 2位             |                |                     |              | 最 勝 哉        |                        |
| 1984         | 趙治勲 xxxoox    |                | 淡路修三 oxooo   |               | 5位             |                |                     |              |                 |                        |
| 1985         |                  |                | 武宮正樹 xxoxx   |               | 5位             |                |                     | 早碁         |                 |                        |
| 1986         |                  |                |                  |               | 5位             | 加藤正夫 1-3   |                     |              |                 |                        |
| 1987         |                  |                | 陥落             |               | 加藤正夫 xxxx   |                |                     | 早碁         |                 |                        |
| 1988         |                  |                |                  |               | プレーオフ      |                |                     |              |                 |                        |
| 1989         |                  | 趙治勲 0-3     |                  |               | プレーオフ      |                | 趙治勲 3-2          |              |                 |                        |
| 1990         |                  |                |                  |               | 5位             |                | 小林光一 3-1        | NEC 富士通杯 | 国際            |                        |
| 1991         |                  |                |                  |               | 小林光一xoxxx   |                | 加藤正夫 3-1        |              |                 |                        |
| 1992         |                  |                |                  |               | 6位             |                | 山城宏 3-1          | 鶴聖         |                 |                        |
| 1993         |                  |                |                  | 小林光一 0-3  | 5位             |                | 片岡聡 3-1 名誉天元 |              |                 | 史上初の名誉天元       |
| 1994         |                  |                | 陥落             | 小林光一 3-1  | 小林光一 xxxx   |                | 柳時熏 1-3          |              |                 |                        |
| 1995         |                  |                |                  | 小林覚 2-3    | 6位             |                |                     |              |                 |                        |
| 1996         |                  |                |                  |               | 6位             |                | 柳時熏 xooxx        |              |                 |                        |
| 1997         |                  |                | 陥落             |               | 陥落            |                |                     |              |                 | リーグ最長連続在籍記録 |
| 1998         |                  |                |                  |               | 陥落            |                |                     | 鶴聖         |                 |                        |
| 1999         |                  |                |                  |               |                 |                |                     |              |                 |                        |
| 2000         |                  |                | 陥落             |               |                 |                |                     |              |                 |                        |
| 2001         |                  |                |                  |               | 依田紀基 xxooxx |                |                     |              | 優              |                        |
| 2002         |                  |                |                  |               | 5位             |                |                     |              |                 |                        |
| 2003         |                  |                | 陥落             |               | 2位             |                |                     |              |                 |                        |
| 2004         |                  |                |                  |               | 陥落            |                |                     |              |                 |                        |